# Танијела Моа
Танијела Моа (енгл. Taniela Moa; Тофуа, 11. март 1985 - 16. децембра 2021) професионални је тонгански рагбиста, који тренутно игра По (рагби јунион). Висок 182 цм, тежак 102 кг, у каријери је играо за Окленд рагби (58 утакмица, 55 поена), Беј оф Пленти (17 утакмица, 40 поена), Блузсе (27 утакмица, 25 поена) и Чифсе (4 утакмице), пре него што је прешао у По, за који је до сада одиграо 70 мечева и постигао 30 поена. Студирао је у Окленду на "De La Salle College, Mangere East". За репрезентацију Тонге је до сада одиграо 20 утакмица и постигао 15 поена.